# Comté de Linn (Oregon)
Pour les articles homonymes, voir Comté de Linn et Linn.
Le comté de Linn (anglais : Linn County) est un comté situé dans l'ouest de l'État de l'Oregon aux États-Unis. Il est nommé en l'honneur de Lewis Fields Linn (en), un membre du Sénat des États-Unis. Le siège du comté est Albany depuis 1851. Selon le recensement de 2010, sa population est de 116 672 habitants, soit une augmentation de 13.2 % par rapport au recensement de 2000.

## Histoire
Le 28 décembre 1847, la législature provisoire de l'Oregon (en) créé le comté de Linn à partir de la partie sud du comté de Champoeg (devenu comté de Marion depuis). Ses frontières sont changées à la suite des créations des comtés voisins de Lane et de Wascol
Le siège était initialement dans la ville de Calapooia, devenue Brownsville mais, en 1851, un acte de la législature l'attribue à Albany. Cette décision est confirmée par un vote en 1856.

## Géographie
Le comté a une superficie de 5 983 km2, dont 5 937 km2 est de terre.

### Démographie
Lors du recensement de 2000, la population était de 103 069 habitants dont 39 541 ménages et 28 232 familles résidentes. La densité était de 17 hab/km2. La répartition ethnique était de 93.2 % d'Euro-Américains, 0.32 % d'Afro-Américains, 1.27% d'Amérindiens et 0.78 % d'Asio-Américains.

### Comtés adjacents
- Comté de Marion (nord)
- Comté de Benton (ouest)
- Comté de Lane (sud)
- Comté de Deschutes (est)
- Comté de Jefferson (est)
- Comté de Polk (nord-ouest)

### Communautés

#### Villes incorporées
- Albany
- Brownsville
- Gates
- Halsey
- Harrisburg
- Idanha
- Lebanon
- Lyons
- Mill City
- Millersburg
- Scio
- Sodaville
- Sweet Home
- Tangent
- Waterloo

#### Zones non-incorporées et Census-designated places
- Cascadia
- Crabtree
- Crawfordsville
- Foster
- Holley
- Jordan
- Kingston
- Lacomb
- Marion
- Forks
- Peoria
- Riverside
- Santiam Junction
- Shedd
- South Lebanon
- West Scio

## Nature
Le comté possède une grande variété d'espèces végétales comme animales. La faune est constituée de mammifères, oiseaux, amphibiens et de reptiles. Les arbres sont essentiellement constitués d'une variété de chêne et de conifères ainsi que quelques espèces endémiques comme Salix sessilifolia (en). Le triton rugueux y est un amphibien courant.

## Économie
Les principales activités sont la production de bois, l'agriculture, l'industrie minière et la fabrication. En 1990, 40 % des emplois du comté étaient dans le secteur du bois et du papier.
Le climat et les conditions de sol permettent une agriculture parmi les plus diversifiées de l'Oregon, permettant une large variété de récolte comme le ray-grass. Le comté est le lieu de la seule mine d'émeri des États-Unis et accueille une production de camping cars.

## Référence
- (en) Cet article est partiellement ou en totalité issu de l’article de Wikipédia en anglais intitulé « Linn County, Oregon » (voir la liste des auteurs).